# Negative Mehrheit
Eine negative Mehrheit, destruktive Mehrheit oder auch Sperrmajorität beschreibt einen Zustand in einem demokratisch gewählten Parlament, der die Aktionsunfähigkeit dieses Parlaments zur Folge hat. Sie tritt ein, wenn mindestens zwei Fraktionen gemeinsam eine absolute Mehrheit im Parlament haben, aber aufgrund politischer Differenzen weder miteinander noch mit anderen Fraktionen zusammenarbeiten wollen oder können. Eine Regierungsbildung ist in dieser Situation nicht möglich, da diese Fraktionen so stark sind, dass keine andere Fraktion in der Lage ist, ohne sie eine Regierung zu bilden.

## Beispiele
In der deutschen Geschichte kam es am Ende der Weimarer Republik zweimal zu dieser Situation. Nach der Wahl zum Reichstag am 31. Juli 1932 hatte die Fraktion der NSDAP 230 Mandate und die Fraktion der KPD 89 Mandate. Gemeinsam hatten sie damit die absolute Mehrheit mit 319 von insgesamt 608 Sitzen. Die gleiche Lage ergab sich nach den Reichstagswahlen am 6. November 1932, als die NSDAP 196 und die KPD 100 Mandate erreichen konnten. Auch dies führte zu einer gemeinsamen absoluten Mehrheit mit 296 von 584 Sitzen. Aufgrund grundsätzlicher politischer Differenzen war in beiden Fällen keine Koalitionsbildung möglich. Da beide Parteien die Republik in der bestehenden Form ablehnten, verweigerten sie jede Zusammenarbeit mit anderen Fraktionen. Resultate daraus waren die Arbeitsunfähigkeit des Reichstages, die Ernennung Adolf Hitlers zum Reichskanzler am 30. Januar 1933, erneute Reichstagswahlen am 5. März 1933, die Machtergreifung durch die NSDAP und somit das Ende der Weimarer Republik.
Nach der Landtagswahl in Thüringen 2019 verlor die amtierende Regierungskoalition die absolute Mehrheit. Gleichzeitig gewann die Alternative für Deutschland deutlich hinzu, sodass sich eine negative Mehrheit der Linkspartei und der AfD ergab, da CDU und FDP eine Zusammenarbeit mit diesen Parteien ausschlossen. Dies führte zur Regierungskrise in Thüringen 2020. Ein ähnliches Szenario wiederholte sich auch bei der Landtagswahl 2024.
In Schweden wurde Magdalena Andersson im November 2021 auch gegen eine negative Mehrheit zur Ministerpräsidentin gewählt. Sie trat aber noch im Laufe desselben Tages zurück, nachdem das Parlament die Zustimmung zu einem von ihr ausgehandelten Haushaltsentwurf verweigert hatte.